# Xiao Youmei
Yiu-Mei Hsiao (en xinès tradicional: 蕭友梅; en xinès simplificat: 萧友梅; en pinyin: Xiāo Yǒuméi; Canton, Xina, 1884 - 1940) fou un compositor xinès.
En la seva ciutat natal inicià els estudis musicals perfeccionant-los en el Conservatori de Leipzig, com alumne de Max Reger, i en. la Universitat de Leipzig, com alumne de Hugo Riemann, i en aquella població assolí el títol de doctor en Filosofia.
El 1920 tornà a la seva pàtria i al punt inicià una campanya artística de tendència occidental; fundà el Conservatori Nacional de Xangai i els Departaments de Música de la Universitat femenina de Peiping (Pequín) i el de l'Acadèmia de Belles Arts de la mateixa capital.
Entre les seves composicions hi figuren algunes peces per a piano, per a cors, música de cambra i dos ballets amb argument nacional.